# Liste der Naturdenkmale in Fichtenberg
| Naturdenkmale | Anzahl |
| ------------- | ------ |
| FND           | 17     |
| END           | 4      |
| Gesamt        | 21     |

Die Liste der Naturdenkmale in Fichtenberg nennt die verordneten Naturdenkmale (ND) der im baden-württembergischen Landkreis Schwäbisch Hall liegenden Gemeinde Fichtenberg. In Fichtenberg gibt es insgesamt 21 als Naturdenkmal geschützte Objekte, davon 17 flächenhafte Naturdenkmale (FND) und 4 Einzelgebilde-Naturdenkmale (END).
Stand: 31. Oktober 2016.

## Flächenhafte Naturdenkmale (FND)
| Name                                           | Bild | Kennung     | Einzelheiten           | Position | Fläche Hektar | Datum         |
| ---------------------------------------------- | ---- | ----------- | ---------------------- | -------- | ------------- | ------------- |
| Alte Rotmäander östlich von Mittelrot          | BW   | 81270230019 | Fichtenberg            | ⊙        | 0,6           | 26. Juni 1989 |
| Altwasser an der Bahnhofstraße in Fichtenberg  | BW   | 81270230010 | Fichtenberg            | ⊙        | 0,2           | 26. Juni 1989 |
| Auwald an der Rot in Fichtenberg               | BW   | 81270230013 | Fichtenberg            | ⊙        | 0,5           | 26. Juni 1989 |
| Auwald mit Streuwiese                          | BW   | 81270230015 | Fichtenberg            | ⊙        | 0,4           | 26. Juni 1989 |
| Baumgruppe Michlbächle                         | BW   | 81270230004 | Fichtenberg            | ⊙        | 0,1           | 24. Okt. 1983 |
| Feuchtgebiet am Parkplatz                      | BW   | 81270230006 | Fichtenberg            | ⊙        | 0,6           | 24. Okt. 1983 |
| Feuchtgebiet nördl.d.Stöckenhofer Sägmühle     | BW   | 81270230020 | Fichtenberg            | ⊙        | 0,9           | 26. Juni 1989 |
| Feuchtwiesen in der Rotau                      | BW   | 81270230011 | Fichtenberg            | ⊙        | 3,1           | 5. Juli 1993  |
| Gehölzstreifen am Wegrain                      | BW   | 81270230001 | Fichtenberg            | ⊙        | 0,7           | 24. Okt. 1983 |
| Heide am Stummelberg                           | BW   | 81270230014 | Fichtenberg            | ⊙        | 1,9           | 5. Juli 1993  |
| Hirschklinge                                   | BW   | 81270230009 | Fichtenberg            | ⊙        | 1,0           | 16. Sep. 1985 |
| Mordklinge                                     | BW   | 81190440016 | Murrhardt, Fichtenberg | ⊙        | 3,8           | 23. Aug. 1979 |
| Reste eines Rotaltwassers im Gewann Ochsenfeld | BW   | 81270230018 | Fichtenberg            | ⊙        | 0,1           | 5. Juli 1993  |
| Rot im Gewann Wagwiesen                        | BW   | 81270230007 | Fichtenberg            | ⊙        | 0,5           | 16. Sep. 1985 |
| Rotaltwasser in den Lochwiesen                 | BW   | 81270230016 | Fichtenberg            | ⊙        | 0,7           | 26. Juni 1989 |
| Rotaltwasser in den Sandwiesen                 | BW   | 81270230017 | Fichtenberg            | ⊙        | 0,4           | 26. Juni 1989 |
| Streuwiesen im Gewann Waagwiesen               | BW   | 81270230012 | Fichtenberg            | ⊙        | 1,1           | 26. Juni 1989 |
| Legende für Naturdenkmal                       |      |             |                        |          |               |               |

## Einzelgebilde (END)
| Name                         | Bild | Kennung     | Einzelheiten | Position | Fläche Hektar | Datum         |
| ---------------------------- | ---- | ----------- | ------------ | -------- | ------------- | ------------- |
| Mittelroter Linde            | BW   | 81270230002 | Fichtenberg  | ⊙        | 0,0           | 24. Okt. 1983 |
| 1 Eiche am Dendelbergweg     | BW   | 81270230008 | Fichtenberg  | ⊙        | 0,0           | 16. Sep. 1985 |
| 1 Eiche an der alten Schanze | BW   | 81270230021 | Fichtenberg  | ⊙        | 0,0           | 5. Juli 1993  |
| 1 Linde am Kleehaus          | BW   | 81270230003 | Fichtenberg  | ⊙        | 0,0           | 24. Okt. 1983 |
| Legende für Naturdenkmal     |      |             |              |          |               |               |